# Masivul Dachstein

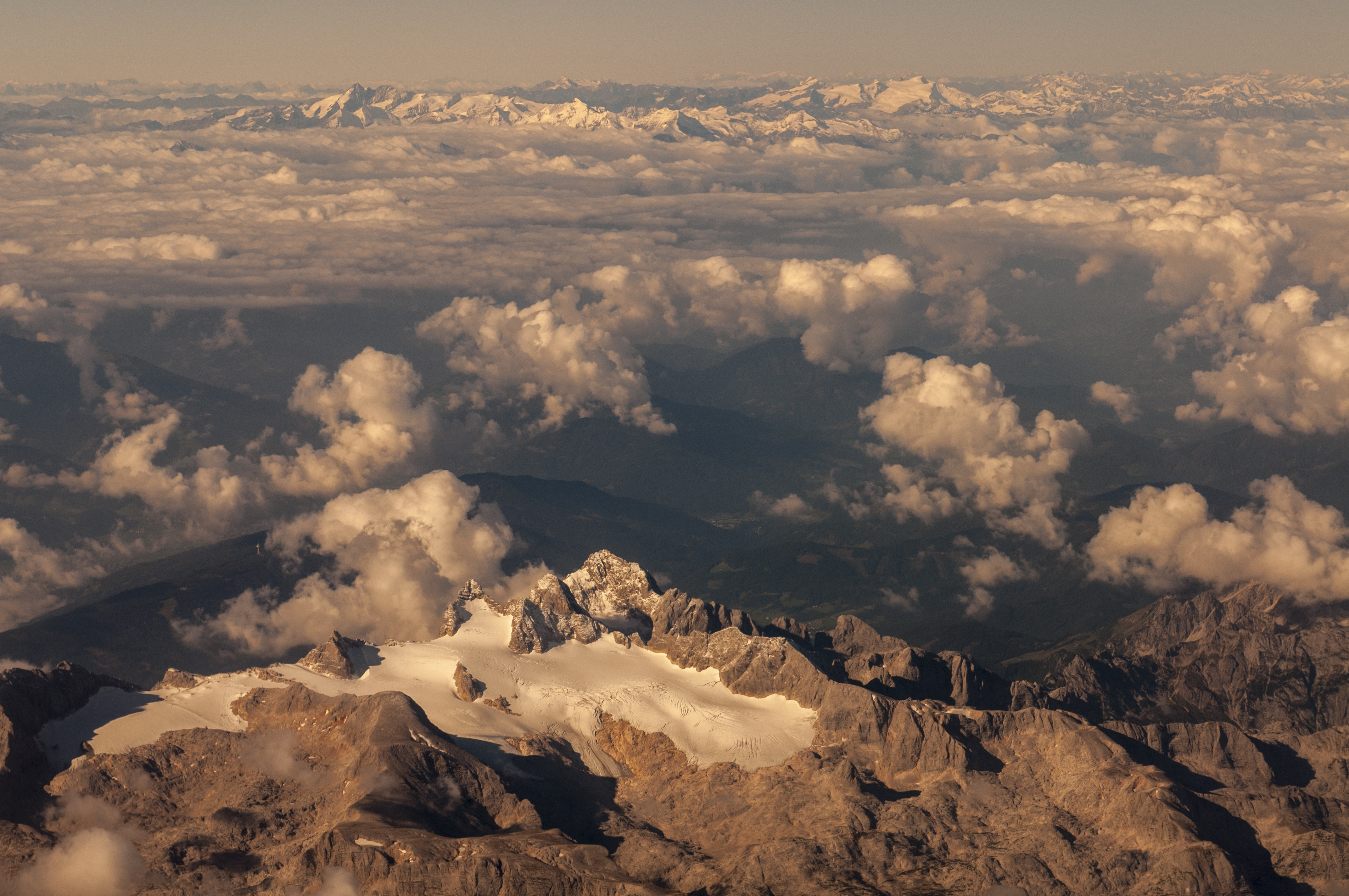
Dachstein

Masivul Dachstein face parte din Munții Dachstein, Alpii Calcaroși, Austria.
Vârful cel mai înalt este Hoher Dachstein (2.995 m). Din anul 1997 masivul muntos este declarat (sub numele: Hallstatt-Dachstein Salzkammergut) patrimoniu mondial UNESCO împreună cu partea centrală a regiunii Salzkammergut și o parte a regiunii Ausseerland care cuprinde localitățile Bad Aussee, Altaussee și Grundlsee.

## Drumeție
Hohe Dachstein este cel mai înalt pisc din Austria Superioară el fiind ținta escaladatorilor alpiniști în lunile de vară sau de iarnă. Alte puncte de atracție pentru drumeți sunt:
- Hoher Gjaidstein (2.794 m)
- Hoher Krippenstein (2.108 m)
- Zinken (1.854 m)
- Kufstein (2.049 m)
- Scheichenspitze (2.667 m)

Rötelstein (Rettenstein, 2.247 m)
- Un teleferic care pornește din Obertraun sau Ramsau am Dachstein stă la dispoziția turiștilor. Localități mai cunoscute din vale sunt: Hallstatt, Obertraun, Gosau, Schladming, Ramsau am Dachstein și Filzmoos.